# Ethel Catherwood
Ethel Catherwood (Haldimand County, 28 april 1908 – Grass Valley, 26 september 1987), bijgenaamd The Saskatoon Lily, was een Canadese atlete, die gespecialiseerd was in hoogspringen. De enige keer dat zij deelnam aan de Olympische Spelen veroverde zij de gouden medaille.

## Biografie
Catherwood werd geboren in Haldimand County. Ze trok in 1925 met haar familie van de staat Ontario naar Saskatoon. Daar studeerde en trainde ze op de Bedford Road School. Ze blonk uit in honkbal, basketbal en atletiek.
Sportief viel Catherwood in 1926 op, doordat ze tijdens een atletiekwedstrijd in Haldimand County het Canadese record hoogspringen van 1,511 m evenaarde. Op 6 september 1926 verbeterde ze het slechts één maand oude wereldrecord van de Britse Phyllis Green met 3 cm. Een jaar later verloor ze dit record aan de Zuid-Afrikaanse Marjorie Clark. Op 2 juli 1928 sprong ze 1,60 tijdens de Canadese kampioenschappen en evenaarde hiermee het wereldrecord.
Op de Olympische Spelen van Amsterdam in 1928 was ze de eerste olympische kampioene op dit onderdeel. Ze versloeg bij koud en winderig weer de Nederlandse Lien Gisolf (zilver) en de Amerikaanse Mildred Wile (brons). Ze is hiermee de enige Canadese die een gouden medaille won op de Olympische Spelen bij een solo-onderdeel. Door de New York Times-correspondent werd ze uitgeroepen tot de mooiste vrouw van de Olympische Spelen. Dit moet overigens een opzichzelfstaande actie van de New York Times zijn geweest, omdat in Amsterdam de Poolse discuswerpster Halina Konopacka inmiddels met dezelfde titel was bekroond.
Toen ze terugkwam in Canada kreeg ze, niet in de laatste plaats vanwege haar schoonheid, een filmrol aangeboden. Ze sloeg deze aanbieding af, trouwde en verhuisde terug naar Californië. In 1955 werd ze opgenomen in de Canadese Hall of Fame, in 1966 in de Saskatchewan Sports Hall of Fame en in 1986 in de Saskatoon Sports Hall of Fame.

## Titels
- Olympisch kampioene hoogspringen - 1928

## Palmares

### hoogspringen
- 1928:  OS - 1,595 m